# 似黑旗鱂
似黑旗鱂，為輻鰭魚綱鳉形目鰕鱂亞目鰕鱂科的其中一種，為熱帶淡水魚，分布於非洲喀麥隆Kienke河流域，體長可達2.5公分，棲息在沙石底質、具有沉積物的溪流底中層水域，生活習性不明。

## 擴展閱讀
維基物種上的相關：似黑旗鱂